# زیباشهر (قرچک)
زیباشهر نام یکی از محله‌های مسکونی قرچک در استان تهران است. زیباشهر در شرق قرچک و غرب باقرآباد قرار گرفته است. در تقسیمات شهری زیباشهر منطقه ۳ شهرداری قرچک به حساب می‌آید. همچنین ایستگاه آتشنشانی شماره ۱ زیباشهر و کلانتری ۱۲ زیباشهر در این محله هستند. در جنوب زیباشهر پارک جنگلی و گلزار شهدا گمنام زیباشهر قرار دارد که ساختمان فرمانداری قرچک در ضلع شمالی پارک احداث شده است. همچنین بهمن خطیبی فرماندار شهرستان قرچک اعلام کرد قرار است پردیس سینمایی زیباشهر در جنب پارک جنگلی احداث شود. این در حالی است که اسکلت فلزی این بنا سال‌هاست که به صورت نیمه‌کاره رها شده است.

## دیگر مکان‌ها
- پارک جنگلی زیباشهر[۴]
- یادبود شهدای گمنام
- بوستان ولیعصر
- بوستان اقوام ایرانی
- امامزاده بی بی زبیده[۵]